# Max Kuijpers
Max Kuijpers (Spaubeek, 1999) is een Nederlands hockeyspeler die uitkomt voor Hockeyclub Oranje-Rood. Hij debuteerde in 2019 tijdens de Pro League in Argentinië in de Nederlandse hockeyploeg.

## Clubcarrière
Kuijpers speelde van 2004 tot 2011 bij HC Nuth waarna hij de overstap maakte naar Oranje Zwart (nu Oranje-Rood).

## Interlandcarrière
In 2019 werd Kuijpers geselecteerd voor het Nederlands Hockeyteam voor de wedstrijd tegen Spanje maar de club weigerde spelers uit te lenen omdat vier dagen later het eindtoernooi de Euro Hockey League zou beginnen. In 2019 speelde Kuijpers met Jong Oranje het Europees kampioenschap in Valencia, waar hij als aanvoerder met het team de halve finale van Engeland verloor.

## Privé
Kuijpers groeide op in Spaubeek en verhuisde voor zijn hockeycarrière naar Waalre. Hij studeerde af aan de havo en ging bedrijfskunde studeren.